# Elezioni generali in Spagna dell'aprile 2019
Le elezioni generali in Spagna dell'aprile 2019 si tennero il 28 aprile per il rinnovo delle Corti Generali (Congresso dei Deputati e Senato).

## Contesto
A seguito delle elezioni generali del 2016, il Partito Popolare (PP) costituì un governo di minoranza con il sostegno esterno di Ciudadanos (Cs) e della Coalizione Canaria (CC), permesso dall'astensione del Partito Socialista Operaio Spagnolo (PSOE) durante l'investitura di Mariano Rajoy, dopo una crisi interna al PSOE che costò la carica di leader a Pedro Sánchez. Il mandato del PP fu minato dalla crisi costituzionale sulla Catalogna in conseguenza delle elezioni regionali catalane del 2017, insieme agli scandali di corruzione e alle proteste dei pensionati.
Nel maggio 2018 l'Audiencia Nacional dichiarò che il PP si era approfittato e aveva avallato l'esistenza di un sistema illegale di finanziamento fin dal 1989, tenendolo separato dai conti ufficiali del partito. Sánchez, che era stato rieletto leader del PSOE nel 2017, fece cadere il governo Rajoy nel giugno 2018 tramite un voto di sfiducia; Rajoy si dimise da leader del PP, venendo sostituito in questa carica da Pablo Casado.
Guidando un governo di minoranza di 84 deputati, Pedro Sánchez lavorò per mantenere una maggioranza al Congresso con il sostegno dei partiti che avevano sostenuto la mozione di sfiducia. Le elezioni regionali in Andalusia del 2018, che videro il PSOE perdere il governo regionale per la prima volta nella storia, causarono la crescita del partito di ultra-destra Vox, e il risultato regionale si trasferì presto in una tendenza nazionale. Dopo la bocciatura della legge finanziaria da parte del Congresso dei Deputati il 13 febbraio 2019 per via della contrarietà della Sinistra Repubblicana di Catalogna e del Partito Democratico Europeo Catalano, Sánchez indisse elezioni anticipate per il 28 aprile, circa un mese prima delle elezioni locali, regionali ed europee, previste per il 26 maggio.
L'affluenza elettorale è stata in forte ascesa, attestandosi al 75,8%, e il Partito Socialista Operaio Spagnolo di Pedro Sánchez ha ottenuto la maggioranza relativa in entrambi i rami delle Corti, 123 seggi al Congresso dei deputati e 121 al Senato. Nessun partito ha raggiunto la maggioranza assoluta dei seggi. È inoltre aumentata la frammentazione politica, con il PP che ha dimezzato i seggi, con Ciudadanos che ne ha guadagnati, e con VOX che è entrato per la prima volta in parlamento con 24 deputati.

## Risultati

### Congresso dei Deputati
| Liste                                                     | Voti       | %     | Seggi |
| --------------------------------------------------------- | ---------- | ----- | ----- |
| Partito Socialista Operaio Spagnolo                       | 7 513 142  | 28,67 | 123   |
| Partito Popolare                                          | 4 373 653  | 16,69 | 66    |
| Ciudadanos                                                | 4 155 665  | 15,86 | 57    |
| Unidas Podemos                                            | 3 751 145  | 14,32 | 42    |
| Vox                                                       | 2 688 092  | 10,26 | 24    |
| Sinistra Repubblicana di Catalogna - Sovranisti           | 1 020 392  | 3,89  | 15    |
| Junts per Catalunya (PDeCAT)                              | 500 787    | 1,91  | 7     |
| Partito Nazionalista Basco                                | 395 884    | 1,51  | 6     |
| Partito Animalista Contro il Maltrattamento degli Animali | 328 299    | 1,25  | –     |
| Euskal Herria Bildu (EA)                                  | 259 647    | 0,99  | 4     |
| Compromís (Blocco Nazionalista Valenciano)                | 173 821    | 0,66  | 1     |
| Coalizione Canaria - Partito Nazionalista Canario         | 137 664    | 0,53  | 2     |
| Fronte Repubblicano                                       | 113 807    | 0,43  | –     |
| Navarra Suma (UPN - PP - C'S)                             | 107 619    | 0,41  | 2     |
| Blocco Nazionalista Galiziano                             | 94 433     | 0,36  | –     |
| Partito Regionalista di Cantabria                         | 52 266     | 0,20  | 1     |
| Recortes Cero - Gruppo Verde                              | 47 363     | 0,18  | –     |
| Nueva Canarias                                            | 36 225     | 0,14  | –     |
| PACT                                                      | 30 236     | 0,12  | –     |
| Més per Menorca                                           | 25 191     | 0,10  | –     |
| Geroa Bai (Partito Nazionalista Basco)                    | 22 309     | 0,09  | –     |
| Per un Mondo più Giusto                                   | 21 863     | 0,08  | –     |
| En Marea                                                  | 17 899     | 0,07  | –     |
| Partito Comunista dei Lavoratori di Spagna                | 14 022     | 0,05  | –     |
| Altri <0,05%                                              | 120 111    | 0,46  | –     |
| Voti in bianco                                            | 199 836    | 0,76  | –     |
| Totale                                                    | 26 201 371 | 100   | 350   |

1. ↑  Include:
• Unidas Podemos (Podemos - IU - Equo): 2.897.419 voti (11,06%), 33 seggi;
• En Comú Podem (Podemos - EUiA - ICV): 615.665 voti (2,35%), 7 seggi;
• En Común (Podemos - EU - Equo): 238.061 voti (0,91%), 2 seggi.

#### Risultati per comunità autonoma
| Comunità            | PSOE   | PP     | C'S    | UP     | Vox    | Altri (>5%)        |
| ------------------- | ------ | ------ | ------ | ------ | ------ | ------------------ |
|                     |        |        |        |        |        |                    |
| Andalusia (ND)      | 34,23% | 17,19% | 17,70% | 14,25% | 13,38% |                    |
| Aragona             | 31,73% | 18,93% | 20,54% | 13,56% | 12,20% |                    |
| Canarie (ND)        | 27,85% | 15,53% | 14,66% | 15,72% | 6,55%  | CA-PNC: 12,96%     |
| Cantabria           | 25,19% | 21,71% | 15,14% | 10,22% | 11,16% | PRC: 14,59%        |
| Castiglia-La Mancia | 32,37% | 22,69% | 17,47% | 10,15% | 15,29% |                    |
| Castiglia e León    | 29,78% | 26,05% | 18,90% | 10,39% | 12,30% |                    |
| Catalogna           | 23,21% | 4,85%  | 11,55% | 14,89% | 3,60%  | ERC: 24,59%        |
| Catalogna           | 23,21% | 4,85%  | 11,55% | 14,89% | 3,60%  | JxCat: 12,05%      |
| Comunità di Madrid  | 27,28% | 18,64% | 20,93% | 16,24% | 13,86% |                    |
| Navarra             | 25,75% | N.D.   | N.D.   | 18,66% | 4,83%  | UPN-PP-C'S: 29,32% |
| Navarra             | 25,75% | N.D.   | N.D.   | 18,66% | 4,83%  | Eh Bildu: 12,77%   |
| Navarra             | 25,75% | N.D.   | N.D.   | 18,66% | 4,83%  | Geroa Bai: 6,06%   |
| Comunità Valenciana | 27,78% | 18,58% | 17,98% | 14,23% | 12,02% | Bloc: 6,45%        |
| Estremadura         | 38,08% | 21,40% | 17,96% | 9,49%  | 10,77% |                    |
| Galizia (ND)        | 32,13% | 27,39% | 11,18% | 14,49% | 5,27%  | BNG: 5,74%         |
| Baleari             | 26,34% | 16,84% | 17,43% | 17,82% | 11,28% |                    |
| La Rioja            | 31,70% | 26,53% | 17,81% | 11,79% | 8,98%  |                    |
| Paesi Baschi        | 19,89% | 7,44%  | 3,14%  | 17,57% | 2,21%  | EAJ-PNV: 31,05%    |
| Paesi Baschi        | 19,89% | 7,44%  | 3,14%  | 17,57% | 2,21%  | EH Bildu: 16,70%   |
| Asturie             | 33,13% | 17,91% | 16,71% | 17,15% | 11,49% |                    |
| Comunità di Murcia  | 24,75% | 23,44% | 19,54% | 10,38% | 18,64% |                    |
| Ceuta               | 36,33% | 21,44% | 11,96% | 4,81%  | 23,96% |                    |
| Melilla             | 20,72% | 23,91% | 12,87% | 3,82%  | 16,85% | CPM: 20,72%        |

### Senato
| Liste                                           | Seggi |
| ----------------------------------------------- | ----- |
| Partito Socialista Operaio Spagnolo             | 121   |
| Partito Popolare                                | 56    |
| Sinistra Repubblicana di Catalogna - Sovranisti | 11    |
| Partito Nazionalista Basco                      | 9     |
| Ciudadanos                                      | 4     |
| Navarra Suma (UPN)                              | 3     |
| PDeCAT                                          | 2     |
| Euskal Herria Bildu (EA)                        | 1     |
| ASG                                             | 1     |
| Totale                                          | 208   |